# Auto-ionizarea apei

Auto-ionizare a apei ( de asemenea autoionizarea apei, și autodisocierea apei) este o reacție de ionizare în apă pură sau într-o soluție apoasă , în care o moleculă de apă, H2O, se deprotonează (pierde nucleul unuia dintre atomii ei de  hidrogen) pentru a deveni un ion de hidroxid, OH -. 
Nucleul de hidrogen, H+ , imediat protonează alta moleculă de apă, pentru a forma hidroniu, H3O+.  Este un exemplu de autoprotoliză și exemplifică natura amfoterică a apei. 

## Constanta de echilibru
Apa chimic pură⁠(d) are o conductivitate electrică de 0,055 µS/cm. Conform teoriilor lui Svante Arrhenius, acest lucru trebuie să fie datorat prezenței ionilor. Ionii sunt produși prin reacția de auto-ionizare:
H2O + H2O  H3O+ + OH-

Acest echilibru se aplică în cazul apei pure și al oricărei soluții apoase. 
Exprimat prin activități chimice a , în loc de concentrații, constanta de echilibru chimic pentru reacția de ionizare a apei este: 
{\displaystyle K_{\rm {eq}}={\frac {a_{\rm {H_{3}O^{+}}}\cdot a_{\rm {OH^{-}}}}{a_{\rm {H_{2}O}}^{2}}}}
care este numeric egală cu mult mai tradiționala constantă a echilibrului termodinamic scris ca: 
{\displaystyle K_{\rm {eq}}={\frac {a_{\rm {H^{+}}}\cdot a_{\rm {OH^{-}}}}{a_{\rm {H_{2}O}}}}}
în ipoteza că suma potențialelor chimice ale H+ și H3O+ este formal egală cu dublul potențialului chimic al H2O, la aceeași temperatură și presiune. 
Deoarece cele mai multe soluții bazate pe acid sunt de obicei foarte diluate, activitatea apei este în general aproximată ca fiind egală cu unitatea, ceea ce permite produsului ionic al apei să fie exprimat ca: 
{\displaystyle K_{\rm {eq}}\approx a_{\rm {H_{3}O^{+}}}\cdot a_{\rm {OH^{-}}}}
În soluțiile apoase diluate, activitățile particulelor dizolvate sunt aproximativ egale cu concentrațiile lor.  Astfel, constanta de ionizare, constanta de disociere, constanta de auto-ionizare, constanta produsului ionic al apei sau produsul ionic al apei, simbolizată prin K w, poate fi dată de:
{\displaystyle K_{\rm {w}}=[{\rm {H_{3}O^{+}}}][{\rm {OH^{-}}}]}
unde [H3O+] este molaritatea (≈ concentrația molară )   hidrogenului sau a ionului de hidroniu și [OH-] reprezintă concentrația de ioni de hidroxid. Când constanta de echilibru este scrisă ca produs al concentrațiilor (spre deosebire de activități) este necesar să se facă corecții la valoarea Kw în funcție de tăria ionică și alți factori (a se vedea mai jos). 
La 25°C și tărie ionică zero Kw este egal cu 1.0
În cazul tuturor constantelor de echilibru, rezultatul este o mărime adimensională, deoarece concentrația este de fapt o concentrație relativă la starea standard⁠(d) , care pentru H+ și OH- ambele sunt definite ca fiind 1 molar (sau molar).  În cele mai multe scopuri practice, concentrațiile molare și moleculare sunt egale cu temperatura și presiunea ambiantă.  Scala de concentrație molară are ca rezultat valori de concentrație care țin cont de schimbările de densitate cu schimbări de temperatură sau presiune; prin urmare, aceasta este scara utilizată în aplicații precise sau necompletate, de exemplu pentru apa de mare  sau la temperaturi ridicate, cum ar fi cele din centralele termice. 
De asemenea, se poate defini pKw {\displaystyle \equiv } −log10 Kw (care este de aproximativ 14 la 25°C).  Aceasta este analogă notațiilor pH și pKa pentru o constantă de disociere a acidului, unde simbolul p denotă un cologaritm⁠(d) .  Forma logaritmică a ecuației constantei de echilibru este pKw =   pH + pOH.

## Dependența de temperatură, presiune și tăria ionică
|  |  |  |

Dependența ionizării apei de temperatură și presiune a fost investigată temeinic.   Valoarea lui pKw scade odată cu creșterea temperaturii, de la punctul de topire al gheții la minimul de c. 250°C, după care crește până la punctul critic al apei c. 374°C. Acesta scade odată cu creșterea presiunii. 
| Temperatură | Presiune | pKw   |
| ----------- | -------- | ----- |
| 0 °C        | 0.10 MPa | 14.95 |
| 25 °C       | 0.10 MPa | 13.99 |
| 50 °C       | 0.10 MPa | 13.26 |
| 75 °C       | 0.10 MPa | 12.70 |
| 100 °C      | 0.10 MPa | 12.25 |
| 150 °C      | 0.47 MPa | 11.64 |
| 200 °C      | 1.5 MPa  | 11.31 |
| 250 °C      | 4.0 MPa  | 11.20 |
| 300 °C      | 8.7 MPa  | 11.34 |
| 350 °C      | 17 MPa   | 11.92 |

La soluțiile de electroliți, valoarea pKw depinde de tăria ionică a electrolitului.  Valorile pentru clorura de sodiu sunt tipice pentru un electrolit de 1:1.  Cu electroliții 1:2, MX2, pKw scade cu creșterea puterii ionice. 
Valoarea Kw este de obicei de interes în faza lichidă. Exemple de valori pentru aburul supraîncălzit⁠(d) (gaz) și fluidul de apă supercritică⁠(d) sunt prezentate în tabel. 
| Presiune/Temp. | 350 °C           | 400 °C  | 450 °C  | 500 °C  | 600 °C  | 800 °C  |
| -------------- | ---------------- | ------- | ------- | ------- | ------- | ------- |
| 0.1 MPa        |                  | 47.961b | 47.873b | 47.638b | 46.384b | 40.785b |
| 17 MPa         | 11.920 (liquid)a |         |         |         |         |         |
| 25 MPa         | 11.551 (liquid)c | 16.566  | 18.135  | 18.758  | 19.425  | 20.113  |
| 100 MPa        | 10.600 (liquid)c | 10.744  | 11.005  | 11.381  | 12.296  | 13.544  |
| 1000 MPa       | 8.311 (liquid)c  | 8.178   | 8.084   | 8.019   | 7.952   | 7.957   |
Notă la tabel. Valorile sunt pentru fluid supercritic cu excepția celor marcate: a la presiunea de saturație corecpunzătoare la 350°C. b abur superfierbinte. c lichid comprimat sau rece⁠(d).

## Efectele izotopilor
Apa grea , D2O, autoionizează mai puțin decât apa obișnuită, H2O; 
D2O + D2O  D3O+ + OD-
Acest lucru este atribuit oxigenului care formează o legătură ușor mai puternică cu deuteriul, deoarece masa mai mare a deuteriului are ca rezultat o energie de zero punct zero⁠(d) , un efect mecanic cuantic similar efectului izotopic cinetic⁠(d) . 
Exprimat cu activitățile a, în loc de concentrații, constanta de echilibru termodinamic pentru reacția de ionizare a apei grele este: 
{\displaystyle K_{\rm {eq}}={\frac {a_{\rm {D_{3}O^{+}}}\cdot a_{\rm {OD^{-}}}}{a_{\rm {D_{2}O}}^{2}}}}
Presupunând că activitatea D2O este 1, și presupunând că activitățile D3O+ și OD- sunt strâns aproximate prin concentrațiile lor 
{\displaystyle K_{\rm {w}}=[{\rm {D_{3}O^{+}}}][{\rm {OD^{-}}}]}
Următorul tabel compară valorile lui pKw pentru H2O și D2O. 
| T/°C | 10     | 20     | 25     | 30     | 40     | 50     |
| H2O  | 14.535 | 14.167 | 13.997 | 13.830 | 13.535 | 13.262 |
| D2O  | 15.439 | 15.049 | 14.869 | 14.699 | 14.385 | 14.103 |

### Echilibru de ionizare în amestecuri apă-apă grea
În amestecurile de apă cu apă grea, sunt implicate mai multe specii: H2O, HDO, D2O, H3O+, D3O+, H2DO+, HD2O+, HO-, DO-.

## Mecanism
Rata de reacție pentru reacția de ionizare 
2 H2O → H3O+ + OH−
depinde de energia de activare , ΔE ‡ .  Conform distribuției Boltzmann⁠(d), proporția moleculelor de apă care au suficientă energie, datorită populației termice, este dată de 
{\displaystyle {\frac {N}{N_{0}}}=e^{-{\frac {\Delta E^{\ddagger }}{kT}}}}
unde k este constanta lui Boltzmann .  Astfel, poate apărea o anumită disociere deoarece există o cantitate suficientă de energie termică. Următoarea secvență de evenimente a fost propusă pe baza fluctuațiilor câmpului electric în apa lichidă.   Fluctuații aleatorii în mișcări moleculare ocazionale (aproximativ o dată la fiecare 10 ore per molecula de apă ) produce un câmp electric suficient de puternic pentru a sparge o legătură de oxigen-hidrogen, rezultând într-unthidroxid (OH-) și un ion hidroniu (H3O+); nucleul de hidrogen al ionului de hidroniu se deplasează de-a lungul moleculelor de apă prin mecanismul Grotthuss,⁠(d) iar o schimbare a rețelei de legături de hidrogen din solvent, separă cei doi ioni, care sunt stabilizați prin solvație. Într-o picosecondă⁠(d), totuși, o a doua reorganizare a rețelei de legături de hidrogen permite transferul rapid al protonilor în josul diferenței de potențial electric și recombinarea ulterioară a ionilor.  Acest timp este în concordanță cu timpul necesar ca legăturile de hidrogen să se reorienteze în apă.   
Reacția de recombinare inversă 
H3O+ + OH- → 2 H2O
se numără printre cele mai rapide reacții chimice cunoscute, cu o constantă a ratei de reacție de 1.3×1011 M−1 s−1 la temperatura camerei. O astfel de viteză rapidă este caracteristică unei reacții controlate prin difuzie⁠(d), în care viteza este limitată de viteza de difuzie moleculară. 

## Relația cu punctul neutru al apei
Moleculele de apă disociază în cantități egale de H3O+ și OH-, astfel încât concentrațiile lor sunt egale cu 1.00 la 25°C. O soluție în care concentrațiile de H3O+ și OH- sunt egale între ele, este considerată o soluție neutră. În general, pH-ul punctului neutru este numeric egal cu 1/2pKw.
Apa pură este neutră, dar cele mai multe probe de apă conțin impurități.  Dacă o impuritate este un acid sau o bază aceasta va afecta concentrațiile ionului de hidroniu și a ionului de hidroxid. Probele de apă care sunt expuse la aer, va absorbi dioxid de carbon pentru a forma acid carbonic (H2CO3) și concentrația de H3O+ va crește datorită reacției H2CO3 + H2O = HCO3− + H3O+. Concentrația OH- va scădea în așa fel încât produsul [H3O+] [OH-] rămâne constant la temperatură și presiune constantă.  Astfel, aceste probe de apă vor fi ușor acide.  Dacă este necesar un pH exact de 7,0, el trebuie menținut cu o soluție tampon adecvată. 

## Linkuri externe
- Chimie generală   - Autoionizarea apei